# Lijst van Stolpersteine in Rotterdam-Zuid

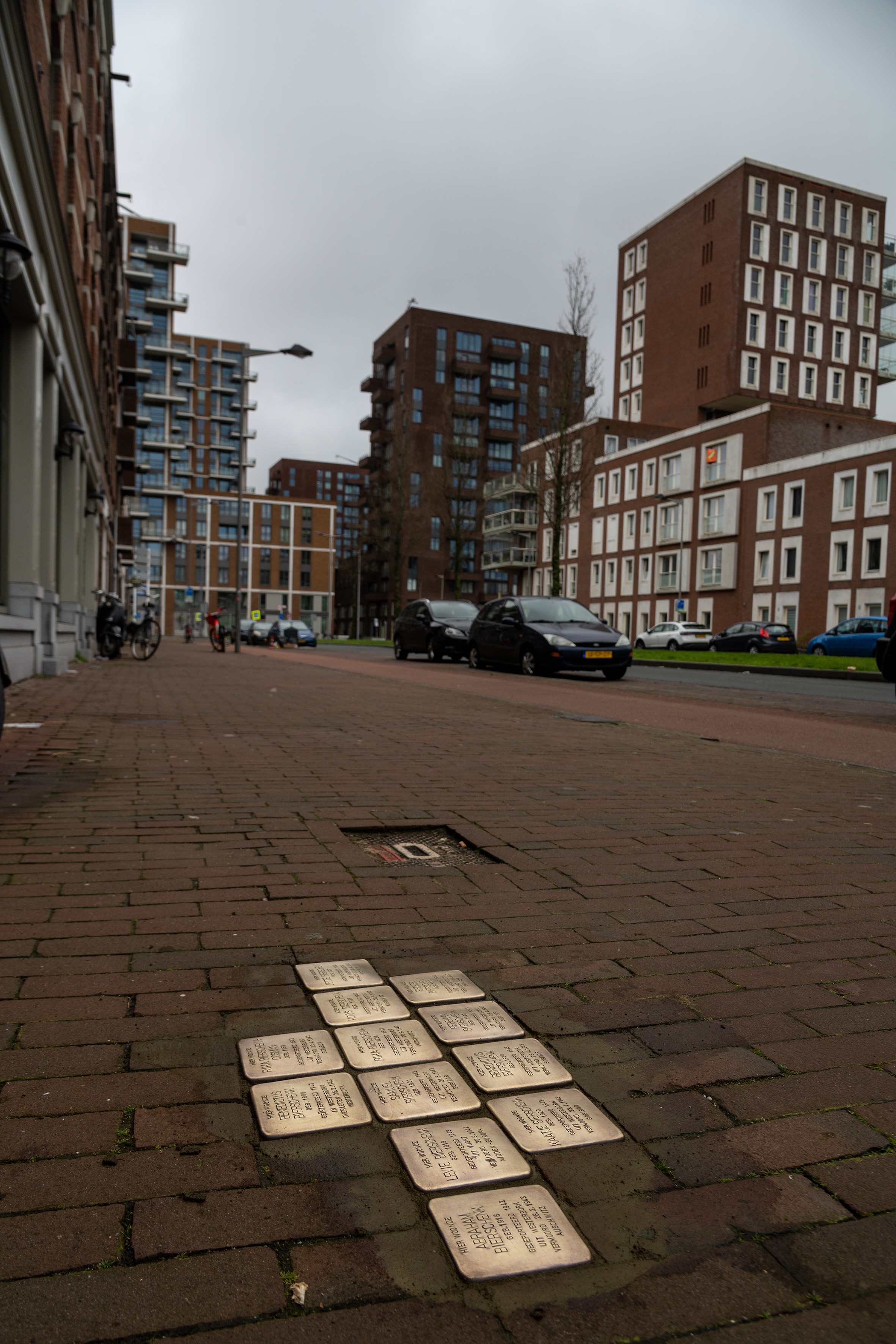
Stolpersteine voor familie Bierschenk

De Lijst van Stolpersteine in Rotterdam-Zuid geeft een overzicht van de gedenkstenen die in Rotterdam-Zuid zijn geplaatst in het kader van het Stolpersteine-project van de Duitse beeldhouwer-kunstenaar Gunter Demnig.
Stolpersteine zijn opgedragen aan slachtoffers van het nationaalsocialisme, al diegenen die zijn vervolgd, gedeporteerd, vermoord, gedwongen te emigreren of tot zelfmoord gedreven door het nazi-regime. Demnig legt voor elk slachtoffer een aparte steen, meestal voor de laatste zelfgekozen woning.
Omdat het Stolpersteine-project doorloopt, kan deze lijst onvolledig zijn.

## Charlois
In Charlois liggen zeven Stolpersteine op zes adressen.
| Afbeelding | Inscriptie | Adres                    | Herdachte persoon                        |
| ---------- | --- | ------------------------ | ---------------------------------------- |
|            | HIER WOONDE HENDERIKA ABAS GEB. 1941 GEDEPORTEERD 1942 UIT WESTERBORK VERMOORD 7.12.1942 AUSCHWITZ                                                                          | Bas Jungeriusstraat 200c | Henderika Abas (1941-1942)               |
|            | HIER WOONDE PIETER NICOLAAS RICHARD DEKHUIJZEN GEB. 1891 GEDEPORTEERD 1942 UIT AMERSFOORT VERMOORD 19-9-1942 SACHSENHAUSEN                                                  | Brielselaan 182          | Pieter Dekhuijzen (1891-1942)            |
|            | HIER WOONDE DAVID JOSEPH LUSSE GEB. 1882 GEDEPORTEERD 1944 UIT WESTERBORK VERMOORD 6.3.1944 AUSCHWITZ                                                                       | Clemensstraat 75         | David Joseph Lusse (1882-1944)           |
|            | HIER WOONDE JOHANNES PIETER VAN DE MERWE GEB. 1915 GEARRESTEERD 7-7-1944 ROTTERDAM GEÏNTERNEERD 11-7-1944 GEDEPORTEERD UIT AMERSFOORT VERMOORD 12-11-1944 SPERGAU 'ZÖSCHEN' | Voetjesstraat 56         | Johannes Pieter van de Merwe (1915-1944) |
|            | HIER WOONDE LEENTJE OLMAN GEB. 1878 GEDEPORTEERD 1942 UIT WESTERBORK VERMOORD 15.10.1942 AUSCHWITZ                                                                          | De Quackstraat 64c       | Leentje Olman (1878-1942)                |
|            | HIER WOONDE HARTOG ALEXANDER VELLEMAN GEB. 1889 GEDEPORTEERD 1943 UIT WESTERBORK VERMOORD 20.3.1943 SOBIBOR                                                                 | Gouwstraat 46b           | Hartog Alexander Velleman (1889-1943)    |
|            | HIER WOONDE LENA VELLEMAN- LEONS GEB. 1888 GEDEPORTEERD 1943 UIT WESTERBORK VERMOORD 20.3.1943 SOBIBOR                                                                      | Gouwstraat 46b           | Lena Velleman-Leons (1888-1943)          |

## Feijenoord
Het stadsdeel Feijenoord is verdeeld in negen wijken. In de wijken Afrikaanderwijk, Kop van Zuid en Kop van Zuid-Entrepot zijn tot maart 2023 geen Stolpersteine geplaatst.

### Bloemhof
In de wijk Bloemhof liggen zeven Stolpersteine op twee adressen.
| Afbeelding | Inscriptie | Adres            | Herdachte persoon                    |
| ---------- | --- | ---------------- | ------------------------------------ |
|            | HIER WOONDE EMANUEL ANDRIESSE GEB. 1902 GEDEPORTEERD 1942 UIT WESTERBORK VERMOORD 30.9.1942 AUSCHWITZ         | Dordtselaan 234c | Emanuel Andriesse (1902-1942)        |
|            | HIER WOONDE AALTJE ANDRIESSE- SANDERS GEB. 1906 GEDEPORTEERD 1941 UIT SCHOORL VERMOORD 22.4.1942 RAVENSBRÜCK  | Dordtselaan 234c | Aaltje Andriesse-Sanders (1906-1942) |
|            | HIER WOONDE ABRAHAM POSNER GEB. 1888 GEDEPORTEERD 1942 UIT WESTERBORK VERMOORD 19-10-1942 AUSCHWITZ           | Putsebocht 187c  | Abraham Posner (1888-1942)           |
|            | HIER WOONDE IDA POSNER GEB. 1924 GEDEPORTEERD 1942 UIT WESTERBORK VERMOORD 19-10-1942 AUSCHWITZ               | Putsebocht 187c  | Ida Posner (1924-1942)               |
|            | HIER WOONDE BETJE POSNER- GROENTEMAN GEB. 1888 GEDEPORTEERD 1942 UIT WESTERBORK VERMOORD 19-10-1942 AUSCHWITZ | Putsebocht 187c  | Betje Posner-Groenteman (1888-1942)  |
|            | HIER WOONDE ALEXANDER SANDERS GEB. 1882 GEDEPORTEERD 1942 UIT WESTERBORK VERMOORD 22.10.1942 AUSCHWITZ        | Dordtselaan 234c | Alexander Sanders (1882-1942)        |
|            | HIER WOONDE CHRISTINA SANDERS- BOBBE GEB. 1885 GEDEPORTEERD 1943 UIT WESTERBORK VERMOORD 5.3.1943 SOBIBOR     | Dordtselaan 234c | Christina Sanders-Bobbe (1885-1943)  |

### Feijenoord
In de wijk Feijenoord liggen vijf Stolpersteine op twee adressen.
| Afbeelding | Inscriptie | Adres                 | Herdachte persoon                      |
| ---------- | --- | --------------------- | -------------------------------------- |
|            | HIER WOONDE ABRAHAM FRIESER GEB. 1885 GEDEPORTEERD 1943 UIT WESTERBORK VERMOORD 23-4-1943 SOBIBOR              | Oranjeboomstraat 329a | Abraham Frieser (1885-1943)            |
|            | HIER WOONDE MATTHIJS FRIESER GEB. 1936 GEDEPORTEERD 1943 UIT WESTERBORK VERMOORD 23-4-1943 SOBIBOR             | Oranjeboomstraat 329a | Matthijs Frieser (1936-1943)           |
|            | HIER WOONDE HENDRIKA FRIESER-KOKERNOOT GEB. 1896 GEDEPORTEERD 1943 UIT WESTERBORK VERMOORD 23-4-1943 SOBIBOR   | Oranjeboomstraat 329a | Hendrika Frieser-Kokernoot (1896-1943) |
|            | HIER WOONDE ABRAHAM VAN THIJN GEB. 1870 GEDEPORTEERD 1942 UIT WESTERBORK VERMOORD 15-10-1942 AUSCHWITZ         | Oranjeboomstraat 32c  | Abraham van Thijn (1870-1942)          |
|            | HIER WOONDE SAARTJE VAN THIJN-SPETTER GEB. 1877 GEDEPORTEERD 1942 UIT WESTERBORK VERMOORD 15-10-1942 AUSCHWITZ | Oranjeboomstraat 32c  | Saartje van Thijn-Spetter (1877-1942)  |

### Hillesluis
In de wijk Hillesluis liggen elf Stolpersteine op vijf adressen.
| Afbeelding | Inscriptie                                                                                                  | Adres                   | Herdachte persoon                 |
| ---------- | --- | ----------------------- | --------------------------------- |
|            | HIER WOONDE JOSEPH SAMUEL COHEN GEB. 1930 GEDEPORTEERD 1943 UIT VUGHT VERMOORD 15.11.1943 AUSCHWITZ         | Hillevliet 28a          | Joseph Samuel Cohen (1930-1943)   |
|            | HIER WOONDE SALOMON COHEN GEB. 1891 GEDEPORTEERD 1943 UIT VUGHT VERMOORD 15.12.1943 AUSCHWITZ               | Hillevliet 28a          | Salomon Cohen (1891-1943)         |
|            | HIER WOONDE SARA COHEN-BOSMAN GEB. 1902 GEDEPORTEERD 1943 UIT VUGHT VERMOORD 15.11.1943 AUSCHWITZ           | Hillevliet 28a          | Sara Cohen-Bosman (1902-1943)     |
|            | HIER WOONDE SIMON MOZES DE KONING GEB. 1938 GEDEPORTEERD 1943 UIT WESTERBORK VERMOORD 20.3.1943 SOBIBOR     | West-Varkenoordseweg 85 | Simon Mozes de Koning (1938-1943) |
|            | HIER WOONDE EMANUEL GOSSCHALK GEB. 1872 GEDEPORTEERD 1943 UIT WESTERBORK VERMOORD 21.5.1943 SOBIBOR         | Slaghekstraat 135b      | Emanuel Gosschalk (1872-1943)     |
|            | HIER WOONDE FIJTJE GOSSCHALK GEB. 1909 GEDEPORTEERD 1943 UIT WESTERBORK VERMOORD 21.5.1943 SOBIBOR          | Slaghekstraat 135b      | Fijtje Gosschalk (1909-1943)      |
|            | HIER WOONDE BETJE POLAK GEB. 1928 GEDEPORTEERD 1942 UIT WESTERBORK VERMOORD 19.10.1942 AUSCHWITZ            | Groene Hilledijk 298a   | Betje Polak (1928-1942)           |
|            | HIER WOONDE HARTOG POLAK GEB. 1924 GEDEPORTEERD 1942 UIT WESTERBORK VERMOORD 28.2.1943 AUSCHWITZ            | Groene Hilledijk 298a   | Hartog Polak (1924-1943)          |
|            | HIER WOONDE SALOMON HARTOG POLAK GEB. 1887 GEDEPORTEERD 1942 UIT WESTERBORK VERMOORD 19.10.1942 AUSCHWITZ   | Groene Hilledijk 298a   | Salomon Hartog Polak (1887-1942)  |
|            | HIER WOONDE ELSJE POLAK -GOSSCHALK GEB. 1897 GEDEPORTEERD 1942 UIT WESTERBORK VERMOORD 19.10.1942 AUSCHWITZ | Groene Hilledijk 298a   | Elsje Polak-Gosschalk (1897-1942) |
|            | HIER WOONDE BENJAMIN ROOS GEB. 1892 GEDEPORTEERD 1943 UIT VUGHT VERMOORD 31.1.1944 AUSCHWITZ                | Slaghekstraat 193a      | Benjamin Roos (1892-1944)         |

### Katendrecht
Op 24 februari 2016 zijn op een adres op het schiereiland Katendrecht twaalf stenen geplaatst.
| Afbeelding | Inscriptie                                                                                                 | Adres                | Herdachte persoon                 |
| ---------- | --- | -------------------- | --------------------------------- |
|            | HIER WOONDE ABRAHAM BIERSCHENK GEB. 1916 GEDEPORTEERD 1942 UIT WESTERBORK VERMOORD 28.2.1943 AUSCHWITZ     | Brede Hilledijk 161a | Abraham Bierschenk (1916-1943)    |
|            | HIER WOONDE BENEDICTUS BIERSCHENK GEB. 1888 GEÏNTERNEERD 1943 IN WESTERBORK OVERLEDEN 25.2.1943 WESTERBORK | Brede Hilledijk 161a | Benedictus Bierschenk (1888-1943) |
|            | HIER WOONDE BENEDICTUS BIERSCHENK GEB. 1930 GEDEPORTEERD 1943 UIT WESTERBORK VERMOORD 23.4.1943 SOBIBOR    | Brede Hilledijk 161a | Benedictus Bierschenk (1930-1943) |
|            | HIER WOONDE ESTHER BIERSCHENK GEB. 1933 GEDEPORTEERD 1943 UIT WESTERBORK VERMOORD 23.4.1943 SOBIBOR        | Brede Hilledijk 161a | Esther Bierschenk (1933-1943)     |
|            | HIER WOONDE JETTE BIERSCHENK GEB. 1927 GEDEPORTEERD 1943 UIT WESTERBORK VERMOORD 23.4.1943 SOBIBOR         | Brede Hilledijk 161a | Jette Bierschenk (1927-1943)      |
|            | HIER WOONDE KAATJE BIERSCHENK GEB. 1929 GEDEPORTEERD 1943 UIT WESTERBORK VERMOORD 23.4.1943 SOBIBOR        | Brede Hilledijk 161a | Kaatje Bierschenk (1929-1943)     |
|            | HIER WOONDE KOOS BIERSCHENK GEB. 1926 GEDEPORTEERD 1942 UIT WESTERBORK VERMOORD 30.9.1942 AUSCHWITZ        | Brede Hilledijk 161a | Koos Bierschenk (1926-1942)       |
|            | HIER WOONDE LEVIE BIERSCHENK GEB. 1919 GEDEPORTEERD 1943 UIT VUGHT VERMOORD 30.9.1944 MIDDEN-EUROPA        | Brede Hilledijk 161a | Levie Bierschenk (1919-1942)      |
|            | HIER WOONDE REBEKKA BIERSCHENK GEB. 1932 GEDEPORTEERD 1943 UIT WESTERBORK VERMOORD 23.4.1943 SOBIBOR       | Brede Hilledijk 161a | Rebekka Bierschenk (1929-1943)    |
|            | HIER WOONDE RIKA BIERSCHENK GEB. 1924 GEDEPORTEERD 1942 UIT WESTERBORK VERMOORD 30.9.1942 AUSCHWITZ        | Brede Hilledijk 161a | Rika Bierschenk (1924-1942)       |
|            | HIER WOONDE SAMUEL BIERSCHENK GEB. 1921 GEDEPORTEERD 1943 UIT WESTERBORK VERMOORD 21.5.1943 SOBIBOR        | Brede Hilledijk 161a | Samuel Bierschenk (1921-1943)     |
|            | HIER WOONDE RIKA BIERSCHENK- COSMAN GEB. 1889 GEDEPORTEERD 1943 UIT WESTERBORK VERMOORD 23.4.1943 SOBIBOR  | Brede Hilledijk 161a | Samuel Bierschenk (1921-1943)     |

### Noordereiland
Op het Noordereiland liggen 34 Stolpersteine op zeven adressen.
| Afbeelding | Inscriptie | Adres                           | Herdachte persoon                         |
| ---------- | --- | ------------------------------- | ----------------------------------------- |
|            | HIER WOONDE DUIFJE COHEN GEB. 1926 GEDEPORTEERD 1942 UIT WESTERBORK VERMOORD 30.9.1942 AUSCHWITZ                    | Prins Hendrikkade 58a           | Duifje Cohen (1926-1942)                  |
|            | HIER WOONDE ELIE COHEN GEB. 1899 GEDEPORTEERD 1942 UIT WESTERBORK VERMOORD 30.9.1942 AUSCHWITZ                      | Prins Hendrikkade 58a           | Elie Cohen (1899-1942)                    |
|            | HIER WOONDE HARTOG JOSEPH COHEN GEB. 1925 GEDEPORTEERD 1942 UIT WESTERBORK VERMOORD 30.9.1942 AUSCHWITZ             | Prins Hendrikkade 58a           | Hartog Joseph Cohen (1925-1942)           |
|            | HIER WOONDE ISACK ELIAS COHEN GEB. 1930 GEDEPORTEERD 1942 UIT WESTERBORK VERMOORD 5.8.1942 AUSCHWITZ                | Prins Hendrikkade 58a           | Isack Elias Cohen (1930-1942)             |
|            | HIER WOONDE REBECCA COHEN GEB. 1937 GEDEPORTEERD 1942 UIT WESTERBORK VERMOORD 5.8.1942 AUSCHWITZ                    | Prins Hendrikkade 58a           | Rebecca Cohen (1937-1942)                 |
|            | HIER WOONDE MIETJE COHEN -WALLEGA GEB. 1903 GEDEPORTEERD 1942 UIT WESTERBORK VERMOORD 5.8.1942 AUSCHWITZ            | Prins Hendrikkade 58a           | Mietje Cohen-Wallega (1903-1942)          |
|            | HIER WOONDE HARTOG FLORA GEB. 1901 GEDEPORTEERD 1942 UIT WESTERBORK VERMOORD 30.9.1942 AUSCHWITZ                    | Prins Hendrikkade 94b           | Hartog Flora (1901-1942)                  |
|            | HIER WOONDE ABRAM JACOBS GEB. 1872 GEDEPORTEERD 1942 UIT WESTERBORK VERMOORD 15.10.1942 AUSCHWITZ                   | Prins Hendrikkade 79            | Abram Jacobs (1872-1942)                  |
|            | HIER WOONDE SARA JACOBS -SPREEKMEESTER GEB. 1874 GEDEPORTEERD 1942 UIT WESTERBORK VERMOORD 15.10.1942 AUSCHWITZ     | Prins Hendrikkade 79            | Sara Jacobs-Spreekmeester (1874-1942)     |
|            | HIER WOONDE BAREND KOSTER GEB. 1934 GEDEPORTEERD 1942 UIT WESTERBORK VERMOORD 9.8.1942 AUSCHWITZ                    | Burgemeester Hoffmanplein 67-69 | Barend Koster (1934-1942)                 |
|            | HIER WOONDE DAVID SIMON KOSTER GEB. 1932 GEDEPORTEERD 1942 UIT WESTERBORK VERMOORD 9.8.1942 AUSCHWITZ               | Burgemeester Hoffmanplein 67-69 | David Simon Koster (1932-1942)            |
|            | HIER WOONDE MATHILDA KOSTER GEB. 1936 GEDEPORTEERD 1942 UIT WESTERBORK VERMOORD 9.8.1942 AUSCHWITZ                  | Burgemeester Hoffmanplein 67-69 | Mathilda Koster (1936-1942)               |
|            | HIER WOONDE MICHIEL KOSTER GEB. 1912 GEDEPORTEERD 1942 UIT WESTERBORK VERMOORD 30.9.1942 AUSCHWITZ                  | Burgemeester Hoffmanplein 67-69 | Michiel Koster (1912-1942)                |
|            | HIER WOONDE HANNA KOSTER -VAN PLOEG GEB. 1913 GEDEPORTEERD 1942 UIT WESTERBORK VERMOORD 9.8.1942 AUSCHWITZ          | Burgemeester Hoffmanplein 67-69 | Hanna Koster-van Ploeg (1913-1942)        |
|            | HIER WOONDE ESTHER VAN LEEUWEN GEB. 1876 GEDEPORTEERD 1942 UIT WESTERBORK VERMOORD 15.10.1942 AUSCHWITZ             | Prins Hendrikkade 112a          | Esther van Leeuwen (1876-1942)            |
|            | HIER WOONDE JOSINA VAN LEEUWEN GEB. 1884 GEDEPORTEERD 1942 UIT WESTERBORK VERMOORD 15.10.1942 AUSCHWITZ             | Prins Hendrikkade 112a          | Josina van Leeuwen (1884-1942)            |
|            | HIER WOONDE MARIA VAN LEEUWEN GEB. 1874 GEDEPORTEERD 1942 UIT WESTERBORK VERMOORD 15.10.1942 AUSCHWITZ              | Prins Hendrikkade 112a          | Maria van Leeuwen (1874-1942)             |
|            | HIER WOONDE REBEKKA VAN LEEUWEN GEB. 1882 GEDEPORTEERD 1942 UIT WESTERBORK VERMOORD 15.10.1942 AUSCHWITZ            | Prins Hendrikkade 112a          | Rebekka van Leeuwen (1882-1942)           |
|            | HIER WOONDE ALEXANDER SLIER GEB. 1913 GEDEPORTEERD 1942 UIT WESTERBORK VERMOORD 30.9.1942 AUSCHWITZ                 | Van der Takstraat 50            | Alexander Slier (1913-1942)               |
|            | HIER WOONDE ESTHER SLIER GEB. 1918 GEDEPORTEERD 1942 UIT WESTERBORK VERMOORD 30.9.1942 AUSCHWITZ                    | Van der Takstraat 50            | Esther Slier (1918-1942)                  |
|            | HIER WOONDE HELENA SLIER GEB. 1902 GEDEPORTEERD 1942 UIT WESTERBORK VERMOORD 30.9.1942 AUSCHWITZ                    | Van der Takstraat 50            | Helena Slier (1902-1942)                  |
|            | HIER WOONDE MANUEL ALEXANDER SLIER GEB. 1922 GEDEPORTEERD 1942 UIT WESTERBORK VERMOORD 20.9.1942 AUSCHWITZ          | Van der Takstraat 50            | Manuel Alexander Slier (1922-1942)        |
|            | HIER WOONDE MARIANNA SLIER GEB. 1914 GEDEPORTEERD 1942 UIT WESTERBORK VERMOORD 21.9.1942 AUSCHWITZ                  | Van der Takstraat 50            | Marianna Slier (1914-1942)                |
|            | HIER WOONDE SALOMON SLIER GEB. 1876 GEDEPORTEERD 1942 UIT WESTERBORK VERMOORD 15.10.1942 AUSCHWITZ                  | Van der Takstraat 50            | Salomon Slier (1876-1942)                 |
|            | HIER WOONDE SARA SLIER GEB. 1916 GEDEPORTEERD 1942 UIT WESTERBORK VERMOORD 30.9.1942 AUSCHWITZ                      | Van der Takstraat 50            | Sara Slier (1916-1942)                    |
|            | HIER WOONDE ROOSJE SLIER -VAN ARENT GEB. 1879 GEDEPORTEERD 1942 UIT WESTERBORK VERMOORD 15.10.1942 AUSCHWITZ        | Van der Takstraat 50            | Roosje Slier-van Arent (1879-1942)        |
|            | HIER WOONDE BAREND VAN DER STAAL GEB. 1921 GEDEPORTEERD 1942 UIT WESTERBORK VERMOORD 20.11.1942 AUSCHWITZ           | Burgemeester Hoffmanplein 61    | Barend van der Staal (1921-1942)          |
|            | HIER WOONDE ISEDOOR VAN DER STAAL GEB. 1889 GEDEPORTEERD 1942 UIT WESTERBORK VERMOORD 30.9.1942 AUSCHWITZ           | Burgemeester Hoffmanplein 61    | Isedoor van der Staal (1889-1942)         |
|            | HIER WOONDE JACOB VAN DER STAAL GEB. 1919 GEDEPORTEERD 1942 UIT WESTERBORK VERMOORD 30.9.1942 AUSCHWITZ             | Burgemeester Hoffmanplein 61    | Jacob van der Staal (1919-1942)           |
|            | HIER WOONDE JUDITH VAN DER STAAL GEB. 1923 GEDEPORTEERD 1942 UIT WESTERBORK VERMOORD 30.9.1942 AUSCHWITZ            | Burgemeester Hoffmanplein 61    | Judith van der Staal (1923-1942)          |
|            | HIER WOONDE MIETJE VAN DER STAAL GEB. 1922 GEDEPORTEERD 1942 UIT WESTERBORK VERMOORD 30.9.1942 AUSCHWITZ            | Burgemeester Hoffmanplein 61    | Mietje van der Staal (1922-1942)          |
|            | HIER WOONDE BETJE VAN DER STAAL -KOSTER GEB. 1894 GEDEPORTEERD 1942 UIT WESTERBORK VERMOORD 30.9.1942 AUSCHWITZ     | Burgemeester Hoffmanplein 61    | Betje van der Staal-Koster (1894-1942)    |
|            | HIER WOONDE BETSI VAN STRATEN -VAN STRATEN GEB. 1873 GEDEPORTEERD 1942 UIT WESTERBORK VERMOORD 15.10.1942 AUSCHWITZ | Maaskade 109B                   | Betsi van Straten-van Straten (1873-1942) |
|            | HIER WOONDE EMANUEL WATERMAN GEB. 1920 GEDEPORTEERD 1942 UIT WESTERBORK VERMOORD 1.9.1942 AUSCHWITZ                 | Burgemeester Hoffmanplein 61    | Emauel Waterman (1920-1942)               |
|            | HIER WOONDE NAATJE WATERMAN -TRIJTEL GEB. 1919 GEDEPORTEERD 1942 UIT WESTERBORK VERMOORD 1.9.1942 AUSCHWITZ         | Burgemeester Hoffmanplein 61    | Naatje Waterman-Trijtel (1919-1942)       |

### Vreewijk
In Vreewijk liggen zeven Stolpersteine op vier adressen.
| Afbeelding | Inscriptie                                                                                                | Adres         | Herdachte persoon                   |
| ---------- | --- | ------------- | ----------------------------------- |
|            | HIER WOONDE BERTHA MARIANNA FRANK GEB. 1915 GEDEPORTEERD 1942 UIT WESTERBORK VERMOORD 30-9-1942 AUSCHWITZ | Wed 8         | Bertha Marianna Frank (1915-1942)   |
|            | HIER WOONDE IZAAK DAVID LEVIE FRANK GEB. 1885 GEDEPORTEERD 1943 UIT WESTERBORK VERMOORD 21-5-1943 SOBIBOR | Wed 8         | Izaak David Levie Frank (1885-1943) |
|            | HIER WOONDE SAARTJE FRANK-DE BEHR GEB. 1881 GEDEPORTEERD 1943 UIT WESTERBORK VERMOORD 21-5-1943 SOBIBOR   | Wed 8         | Saartje Frank-de Behr (1881-1943)   |
|            | HIER WOONDE SALOMON SCHEFFER GEB. 1880 GEDEPORTEERD 1943 UIT WESTERBORK VERMOORD 23.4.1943 SOBIBOR        | Heggepad 42   | Salomon Scheffer (1880-1943)        |
|            | HIER WOONDE RACHEL SCHEFFER- KNEGJE GEB. 1880 GEDEPORTEERD 1943 UIT WESTERBORK VERMOORD 23.4.1943 SOBIBOR | Heggepad 42   | Rachel Scheffer-Knegje (1880-1943)  |
|            | HIER WOONDE LOUISA SPETTER GEB. 1900 GEDEPORTEERD 1943 UIT WESTERBORK VERMOORD 11.6.1943 SOBIBOR          | Iependaal 14  | Louisa Spetter (1900-1943)          |
|            | HIER WOONDE NATHAN SPREEKMEESTER GEB. 1911 GEDEPORTEERD 1942 UIT WESTERBORK VERMOORD 30.9.1942 AUSCHWITZ  | Berkendaal 14 | Nathan Spreekmeester (1911-1942)    |

## Data van plaatsingen
- 2014: Gouwstraat 46b
- 26 april 2018: Clementstraat 75, De Quackstraat 64c
- 10 augustus 2023: Oranjeboomstraat 329a, Putsebocht 187c
- 30 oktober 2024: Brielselaan 182

De gestolen struikelblokken van de Brede Hilledijk werden op 9 februari 2017 opnieuw geplaatst in aanwezigheid van wethouder Hugo de Jonge. "Het kan zijn dat het om baldadigheid ging, of dat de dieven metaaljagers waren. Of wellicht zijn de daders haatdragend. We zullen het waarschijnlijk nooit te weten komen", zegt secretaris Frank van Gelderen.